# Eduard Rudolf
Eduard Rudolf (* 4. November 1922 in Hermsdorf, Tschechoslowakei; † 3. September 2011) war ein deutscher Lehrer.

## Werdegang
Rudolf wurde am Berufspädagogischen Institut in München zum Berufsschullehrer ausgebildet. Von 1969 bis 1987 war er Leiter des Amtes für Berufliche Schulen in Nürnberg. Er ist der geistige Vater des Berufsbildungszentrums Nürnberg, das 1979 gegründet wurde.

## Ehrungen
- Verdienstkreuz am Bande der Bundesrepublik Deutschland
- Silberne Ehrennadel des Bayerischen Städteverbandes